# Queen Victoria 至上の恋
『Queen Victoria 至上の恋』（クイーン・ヴィクトリア しじょうのこい、原題: Mrs. Brown）は、1997年のイギリス映画。広告では『Her Majesty, Mrs. Brown』（ミセス・ブラウン陛下）というタイトルも使用された。出演はジュディ・デンチ、ビリー・コノリー、ジェフリー・パーマー、アントニー・シャー、ジェラルド・バトラー、脚本はジェレミー・ブロック、監督はジョン・マッデンである。
第70回アカデミー賞の主演女優賞、メイクアップ賞にノミネートされた。
この映画はBBCによりテレビ用に制作されたが、ミラマックスに取得されて劇場公開され、予想外の成功を収めた。興行収入は世界中で1300万ドル以上にのぼった。
VHS邦題は『クイーン・ヴィクトリア 至上の恋』。

## あらすじ
ヴィクトリア女王（デイム・ジュディ・デンチ）とスコットランドの使用人ジョン・ブラウン（コメディアンのビリー・コノリー）との交流と、それが引き起こした騒動の物語。
夫君アルバート公の死後、塞ぎこんでしまったヴィクトリア女王の心痛を癒し、公務に復帰してもらうため、側近たちはアルバート公の信頼厚い使用人であったジョン・ブラウンを女王の個人的な使用人として召し出すことにした。
ジョン・ブラウンはその宮廷儀礼にとらわれない素朴な対応によって女王の気持ちを解きほぐすことに成功するが、ブラウンに対する女王の過度な寵愛は、王族や側近のみならず、政治家や国民をも巻き込む大騒動を引き起こす。

## キャスト
- ジュディ・デンチ - ヴィクトリア女王
- ビリー・コノリー - ジョン・ブラウン
- アントニー・シャー - ベンジャミン・ディズレーリ（首相）
- ジェフリー・パーマー - サー・ヘンリー・ポンソンビー（秘書官長）
- リチャード・パスコ - ジェンナー博士（女王の侍医）
- デヴィッド・ウェストヘッド - エドワード王太子
- ジェラルド・バトラー - アーチー・ブラウン（ジョン・ブラウンの弟）

## スタッフ
- 監督：ジョン・マッデン
- 製作：サラ・カーティス
- 脚本：ジェレミー・ブロック
- 撮影：リチャード・グレートレックス
- 音楽：スティーヴン・ウォーベック

## 主な受賞
- 第55回ゴールデングローブ賞
  - 主演女優賞 (ドラマ部門)（ジュディ・デンチ）
- 第51回英国アカデミー賞
  - 主演女優賞（ジュディ・デンチ）
  - 衣装デザイン賞

## その他
- ヴィクトリア女王を演じたジュディ・デンチは、この映画の20年後にもスティーヴン・フリアーズ監督の映画 Victoria & Abdul (2017年) でヴィクトリア女王を演じ、第75回ゴールデングローブ賞の主演女優賞 (ミュージカル・コメディ部門)にノミネートされた。